# Бонде, Йенс-Петер
Йенс-Петер Бонд (27 марта 1948, Обенро — 4 апреля 2021) — датский политик и многократный депутат Европарламента, начиная с июня 1979 и до конца мая 2008.

## Политическая карьера
- 1963–1983: активный участник Датского Социал-Либерального Движения молодёжи [4]
- 1966–1974: студент университета в Орхусе, факультет политических наук[4]
- 1972: учредитель Народного движения против ЕС[4]
- 1975–1992: член Коммунистической партии Дании[4]
- 1979–2008: депутат Европарламента, независимый евроскептик[5]
- 1992–2009: лидер политического объединения «Движение Июнь»[4]
- 1994–2004: председатель парламентского блока Альянс Европейской демократии[6]
- 2005–2009: президент общеевропейской партии EUDemocrats[4]

## Семья
Родители были обычными рабочими Нильс и Нина Бонд. Супруга Лизбет Кирк родила 4 сыновей; занимается изданием независимой on-line газеты EUobserver.

## Внешние ссылки
- bonde.dk (датск.) — официальный сайт Йенс-Петер Бонде  (датск.)
- en.euabc.com
- Independence/Democracy group in the European parliament
- EUDemocrats – Alliance for a Europe of Democracies
- Reddit AMA with Jens-Peter Bonde dated 14/09/2014